# ベネトウ
ベネトウ（Beneteau）はヨット及びモーターボートなどのプレジャーボートを製造するフランスのメーカーである。

## 歴史
創業者、ベンジャミン・ベネトウ（Benjamin Bénéteau）により1884年にフランスで創業された。
当初は伝統的なトロール船などを製造していたがのちにヨットなどプレジャーボートの製造が中心に変わってきた。
1964年からはポリエステルなど新素材を使用したボートを造り始めるなどしている。
また、1986年以降はアメリカにも造船所を持ちヨットやモーターボートの造船を行っている。